# United Abominations
United Abominations —en español: Abominaciones unidas— es el undécimo álbum de la banda estadounidense de thrash metal, Megadeth. Este álbum es también el primer álbum del estudio que Megadeth lanzó a través de la compañía disquera Roadrunner Records. Logró ubicarse entre los 10 álbumes más vendidos de EUA la semana de su lanzamiento, llegando hasta el 8.º puesto.

## Lanzamientos
El álbum fue primero lanzado en Japón por Roadrunner el 8 de mayo y contenía una pista adicional. El segundo lanzamiento fue el internacional, el 14 de mayo, y el siguiente día sería lanzado en los Estados Unidos. El álbum estuvo disponible en las tiendas de iTunes Australiano el 13 de mayo de 2007.

## Trabajo artístico
El nuevo álbum tiene una nueva encarnación de Vic Rattlehead —mascota de la banda— elegida por un concurso en DeviantArt.

## Lista de canciones
1. "Sleepwalker" – 5:53
2. "Washington Is Next!" – 5:19
3. "Never Walk Alone... A Call to Arms" – 3:54
4. "United Abominations" – 5:35
5. "Gears of War" – 4:26
6. "Blessed Are the Dead" – 4:02
7. "Play for Blood" – 3:49
8. "À Tout Le Monde (Set Me Free)" – 4:11 ( colaboración de Cristina Scabbia)
9. "Amerikhastan" – 3:43
10. "You're Dead" – 3:18
11. "Burnt Ice" – 3:47
12. "Out on the Tiles" – 4:03 (Led Zeppelin cover, "bonus" track para Japón )

Todas las canciones fueron escritas por Dave Mustaine y "Out on the Tiles", que fue escrita por Jimmy Page, John Paul Jones, Robert Plant y John Bonham.
Los lados B para ediciones especiales son:
1. "Black Swan" – 4:03
2. "The Bodies Left Behind"
3. "Special Live Track"

### Sencillos
El primer sencillo del álbum "À Tout Le Monde (Set Me Free)", fue lanzado el 17 de abril del 2007 y también se podía escuchar en iTunes. Además se lanzó un video musical. Esta versión es más rápida que el "A Tout Le Monde" lanzado en 1994 en su álbum Youthanasia. Unas pocas semanas después de esto, fue anunciado el segundo sencillo del álbum sería "Washington Is Next!".

## Créditos
- Dave Mustaine – vocales y guitarra
- Glen Drover – guitarra y coros
- James LoMenzo – bajo
- Shawn Drover – batería

### Músicos invitados
- Cristina Scabbia – vocales en "À tout le monde (Set Me Free)"
- Axel Mackenrott - teclados

## Dato adicional
La batería del exintegrante de Led Zeppelin, John Bonham fue usada en la grabación del álbum.

## Posicionamiento

### Álbum
| Año  | Listas                                     | Posición |
| ---- | ------------------------------------------ | -------- |
| 2007 | Billboard 200                              | 8        |
| 2007 | Billboard Top Internet Albums              | 8        |
| 2007 | Billboard Top Rock Albums                  | 3        |
| 2007 | Carta de Álbumes de Argentina              | 6        |
| 2007 | Australian Albums Chart                    | 23       |
| 2007 | Carta de Álbumes de Australia              | 17       |
| 2007 | Carta de Álbumes de Canadá                 | 5        |
| 2007 | Carta de Álbumes de Alemania               | 49       |
| 2007 | Carta de Álbumes de Finlandia              | 2        |
| 2007 | Carta de Álbumes de Irlandia               | 31       |
| 2007 | Carta de Álbumes de Italia                 | 24       |
| 2007 | Carta de Álbumes de Noruega                | 21       |
| 2007 | Oricon International Album Chart (Japón)]] | 12       |
| 2007 | Carta de Álbumes de Suiza                  | 38       |
| 2007 | Carta de Álbumes de Reino Unido            | 23       |
| 2007 | Carta de Álbumes Suizo                     | 15       |